# جون مكدونالد (لاعب كرة قدم)
جون مكدونالد (بالإنجليزية: John McDonald)‏ (1886 - ) هو مدرب كرة قدم ولاعب كرة قدم بريطاني (وحمل سابقاً جنسية المملكة المتحدة لبريطانيا العظمى وأيرلندا) في مركز جناح ‏. لعب مع ريث روفرز ونادي ليفربول.

## وصلات خارجية
- جون مكدونالد على موقع قاعدة بيانات كرة القدم.إي يو (الإنجليزية)
- جون مكدونالد على موقع قاعدة بيانات كرة القدم.إي يو (الإنجليزية)